# تریستان راجرز
تریستان راجرز (انگلیسی: Tristan Rogers; ۳ ژوئن ۱۹۴۶ – ۱۵ اوت ۲۰۲۵) بازیگر اهل استرالیا بود. وی بین سال‌های ۱۹۷۰ تا ۲۰۲۵ میلادی فعالیت می‌کرد.